# Советские телевизоры
Телевизионная отрасль в СССР стала флагманом национальной радиоэлектроники.
В 1990 году количество выпущенных советской промышленностью телевизоров достигло рекордного значения в 10,7 млн (четвёртое место в мире по этому показателю) (всего за период СССР - 150 млн. штук).
Продукция экспортировалась как в страны соцлагеря, так и в другие страны Европы, Америки и Азии.

## Историческая справка

### Первые советские телевизоры
Выпуск первого советского механического телевизора «Б-2» с диском Нипкова для приёма изображения с разложением на 30 строк был начат на ленинградском заводе «Коминтерн» (ныне завод им. Козицкого) 15 апреля 1932 года. Это была приставка, которая не оснащалась собственным радиоприёмным трактом и требовала подключения к обычному радиоприёмнику. Для приёма звукового сопровождения требовался ещё один радиоприёмник, настроенный на другую частоту. Приставка обладала миниатюрным экраном 3×4 сантиметра со стеклянной лупой. В 1933—1936 гг. завод выпустил около 3000 таких телевизоров. В начале 1930-х годов среди советских радиолюбителей получило распространение конструирование самодельных телеприставок для приёма телетрансляций, в том числе зарубежных. В 1933 году журнал «Радиофронт» даже обратился к своим читателям с призывом сделать своими руками телевизор.
В 1935 году в Ленинграде был создан Всесоюзный научно-исследовательский институт телевидения (с 1936 г. НИИ-8, с 1939 г. — НИИ-9, с 1946 вновь ВНИИТ, в настоящее время АО «НИИ телевидения»), ставший центром разработки большей части отечественного оборудования.
Регулярное электронное телевещание в СССР было впервые начато Опытным ленинградским телецентром (ОЛТЦ) 1 сентября 1938 года с разложением на 240 строк. В Москве телепрограммы стали регулярно выходить в эфир начиная с 10 марта 1939 года с разложением на 343 строки. Поскольку телецентрами использовались разные стандарты разложения, для каждого из них была разработана своя модель телевизора. Для приёма передач Ленинградского телерадиоцентра предназначался телевизор «ВРК» (Всесоюзный радиокомитет), разработанный в институте телевидения под руководством А. А. Расплетина и В. К. Кенигсона. Он был оснащён кинескопом с размером экрана 13×17,5 см и 24 радиолампами. В 1937—1938 годах было выпущено 20 экземпляров «ВРК», которые устанавливались в домах пионеров и дворцах культуры для коллективного просмотра.
Для приёма передач Московского телецентра в 1938 году завод «Коминтерн» выпустил телевизоры «ТК-1» — первые советские электронные приёмники. Это была более сложная модель на 33 радиолампах с размером экрана 18×24 см, выпускавшаяся по документации американской компании RCA. К концу года было произведено около 200 телевизоров. К началу Великой Отечественной войны их парк составлял до 2000 штук.
- Телеприставка «Б-2»
- «17ТН-1»
- «Москвич-Т1»
- «Ленинград Т-2»
- «КВН-49»

Работы по созданию упрощённого телеприёмника, рассчитанного на массового потребителя, велись на другом ленинградском предприятии — заводе «Радист» — совместно с НИИ телевидения. В 1940 году здесь на основе схем, предложенных Расплетиным, был создан серийный телевизор «17ТН-1», пригодный для приёма передач как ленинградского, так и московского телецентров с разными стандартами
; до войны завод успел выпустить не более 2000 телевизоров этой марки. Затем начались испытания новых образцов 17ТН-3 и 23ТН-4 (17 и 23 — диаметр экрана).
Перед войной Александровский радиозавод выпустил упрощённый телевизор «АТП-1» (Абонентский телевизионный приёмник № 1), предназначенный для прообраза кабельного («абонентского») телевидения.
С окончанием войны производство телевизоров возобновилось. Ещё в 1944 году был разработан новый стандарт разложения телевизионного изображения на 625 строк, использующийся до сегодняшнего дня. В 1946 году на Государственном Союзном заводе № 528 (сейчас ОАО «Московский радиозавод „Темп“») начался выпуск телевизоров «Москвич Т-1» (автор разработки Е. Н. Геништа), а на заводе им. Козицкого — «Ленинград Т-1» (разработчики Д. С. Хейфец и С. А. Мазиков) уже по новому стандарту. С 1948 года завод перешел на модель «Ленинград Т-2».
Первым по-настоящему массовым телевизором считается «КВН-49», выпущенный в 1949 году Александровским радиозаводом (АРЗ). Он был рассчитан на стандарт разложения 625/50. Аппарат стоил 1200 дореформенных рублей, и был вполне доступным для обеспеченных семей, примерно соответствуя двум средним зарплатам. Московский телевизионный завод «Рубин» (с 2003 года закрыт) после небольших опытных партий телевизоров «Север» и «Север-2» 1 октября 1953 года начал серийный выпуск телевизоров «Север-3».
В 1954 году в Москве на основе телевизора КВН-49 был разработан телевизионный приёмник чёрно-белого изображения «Уран». Электрическая схема, конструкция и технические параметры телевизора сходны с базовой моделью. Отличие заключалось в применении нового кинескопа 18ЛК7Б, новом оформлении, улучшенной АС из двух динамиков, другой форме футляра и лицевой панели. В производство аппарат не был запущен из-за отсутствия новизны и схожестью с моделью «КВН».
В 1957 году был разработан экспериментальный телевизионный приемник черно-белого изображения «Спартак».
В 1961 году на предприятии имени Козицого выпускался телевизор «Дружба».

### Чёрно-белые телевизоры
Телевизоры выпускали на всей территории СССР, от Владивостока до Прибалтики.
- «Беларусь-5», 1960-е гг.
- «Волхов-Б», 1964 г.
- «Чайка-2», 1967 г.

Чёрно-белые телевизоры в 1960-е — 80-е годы в СССР выпускали:
- «Аэлита» — Бакинский радиозавод[22];
- «Беларусь», «Горизонт», «Неман» — Минский радиозавод (с 1958 года Минский приборостроительный завод им. Ленина);

- «Берёзка» — Харьковский завод «Коммунар»;
- «Весна», «Янтарь» («Янтарь-312», «Янтарь-346/Д») — Днепропетровский радиозавод;
- «Верховина», «Львов», «Огонёк», «Электрон» — Львовский телевизионный завод;
- «Воронеж» — Воронежский завод «Электросигнал»;
- «Волхов», «Садко» — Новгородский телевизионный завод;
- «Енисей», «Рассвет» — Красноярский завод телевизоров;
- «Заря», «Знамя», «Ладога», «Нева», «Сигнал» — Ленинградский завод имени Козицкого;
- «Иверия» — Тбилисский телевизионный завод[23];
- «Изумруд» — Новосибирский завод «Электросигнал»;
- «Каскад» — Куйбышевский завод «Экран»;
- «Кварц», «Снежок» — Омский телевизионный завод;
- «Крым», «Лотос», «Фотон» — Симферопольский завод телевизоров имени 50-летия СССР;
- «Луч», «Старт», «Темп», «Юность» — Московский радиотехнический завод;
- «Рекорд» — Александровский радиозавод, Воронежский завод «Электросигнал», Бакинский радиозавод;
- «Рубин», «Алмаз», «Север», «Янтарь» — Московский телевизионный завод;
- «Сапфир» — Рязанский завод «Красное Знамя»;
- «Славутич», «Восход» — Киевский радиозавод;
- «Таурас» — Шяуляйский телевизионный завод;
- «Чайка» — Горьковский телевизионный завод имени В. И. Ленина;
- «Шилялис» — Каунасский радиозавод;
- «Электроника» — Харьковский завод «Радиодеталь» (ПО «Элитан»), Ленинградский завод «Мезон», Хмельницкий завод «Катион».

Телевизор «Знамя-58» ленинградского завода имени Козицкого получил «Гран-При» на Всемирной выставке в Брюсселе «Экспо-58». Этим же заводом в 1965 году был выпущен первый советский лампово-полупроводниковый телевизор «Вечер».
Самые массовые телевизоры:
- «Рекорд В-312» — 3УЛПТ-50-III (1975). Выпускался до середины 1980-х годов на воронежском заводе «Электросигнал».
- «Рассвет-307» (1975) и «Рассвет-307-1» — УЛПТ-40-III-(1) (1982). Их было выпущено около 8 миллионов.

В 1957 году количество телевизоров у населения превысило один миллион. В 1960-м был произведен 1 млн телевизоров, в 1970-м — 6 млн.
В 1989 году появился самый маленький телевизор, выпускавшийся в СССР, — телевизор «Ровесник» Ленинградского завода «Магнетон».

### Цветные телевизоры
В 1950 году был создан Московский научно-исследовательский телевизионный институт (МНИТИ). На него были возложены функции по повышению качества, стандартизации и разработке новых базовых моделей отечественных телевизоров. Практически все цветные телевизоры I, II, III поколений, а также большинство серийно выпускаемых телевизоров IV поколения базировались на моделях, созданных в МНИТИ при активном участии конструкторских и технологических бюро Московского телевизионного завода (черно-белые телевизоры и УПИМЦТ), Завода имени Козицкого (серия УЛПЦТ), Александровского радиозавода (телевизоры третьего класса), а позже — Минского ПО «Горизонт» (где в начале 1980-х годов фактически и были созданы наиболее удачные советские телевизоры серий УСЦТ).
В Москве, на Шаболовке была построена Опытная станция цветного телевидения (ОСЦТ-1), работавшая с 5 ноября 1953 по 5 декабря 1955 года. Для приёма сигнала выпускались телевизоры «Радуга» с кинескопом диаметром 18 сантиметров, перед которым с частотой 1500 оборотов в минуту вращался диск с тремя парами цветных светофильтров. В 1955 году система была признана устаревшей, и выпуск телевизоров для неё прекращён.
- «Радуга», 1962 г.
- «Электрон-706», 1973 г.
- «Радуга-704Д», 1976 г.
- «Шилялис 42ТЦ-401Д», 1985 г.
- «Рубин 61ТЦ403Д», 1991 г.

К ноябрю 1959 года на Шаболовке была смонтирована ОСЦТ-2, начавшая в январе 1960 года регулярное вещание по советской версии NTSC под названием «ОСКМ» (одновременная система с квадратурной модуляцией), которая была совместима с отечественными чёрно-белыми приёмниками. Телевизоры выпускали два завода: в Ленинграде завод им. Козицкого (новую «Радугу») и в Москве — завод № 528 («Темп-22»). Всего их было выпущено около 4500 штук, но в открытую продажу они не поступали, а устанавливались в телеателье для коллективного просмотра или распределялись среди номенклатуры. Позднее, после перехода на систему SÉCAM журнал «Радио» опубликовал способ переделки этих телевизоров под новый стандарт.
В октябре 1967 года ЦТ стало передавать цветные передачи стандарта SECAM из ОСЦТ-3. Первая широковещательная цветная телепередача по этому стандарту в СССР состоялась 7 ноября 1967 года. Для приёма цветного изображения в 1967 году начат выпуск телевизоров «Рубин-401» (Московский телевизионный завод «Рубин»), «Радуга-4» и «Радуга-5» (завод имени Козицкого), в 1970 году — «Рекорд-101» (Александровский радиозавод) на основе советских масочных кинескопов. Средняя цена цветного телевизора в СССР составляла 700 рублей, примерно втрое превышая стоимость чёрно-белого приёмника.
С 1978 года Витебский телевизионный завод приступил к выпуску телеприёмников собственной марки «Витязь». С 1982 года Саранский телевизионный завод выпускал телевизоры «Спектр». С 1985 года Кишинёвское ПО «Альфа» начало производство телевизоров «Альфа». Перешли на цветные модели и производители чёрно-белых телевизоров. В 1986 году был введён в строй завод «Видеофон» в Воронеже. В конце 1980-х годов в СССР у населения имелось уже более 50 млн цветных телевизоров.
Самые популярные телевизоры:
- «Рубин-714/Д». За 1976—1985 год было изготовлено 1 миллион 443 тысячи телевизоров.

## Особенности советских телевизоров
От иностранных телевизоров советские отличались некоторыми характерными особенностями. В целях стандартизации и удешевления при массовом производстве модели разных производителей были унифицированы, то есть по сути представляли собой конструктор из нескольких типов кинескопов и типовых электронных модулей. Характерный пример такого подхода — серия УЛПЦТИ, УСЦТ. Из-за практического отсутствия вещания в дециметровом диапазоне — селектор соответствующих каналов штатно не устанавливался, встречаясь лишь в некоторых моделях, чаще всего портативных (в стационарных было предусмотрено место для его установки).
Поскольку вещание в стране преимущественно велось в метровом диапазоне радиоволн, разделённом на 12 частотных каналов (из которых вещание обычно велось только двух центральных и всего одной местной телепрограммы), то большинство приёмников снабжались только барабанным (старые поколения) или варикапным (с пред. настройками на 6—8 каналов) селектором только метровых волн, как правило СКМ-24.
Кроме того, для удешевления советские телевизоры не оснащались пультами дистанционного управления, имея на тыльной стороне лишь разъём для подключения соответствующего кабеля (у моделей третьего и четвёртого класса не предусмотрены). Проводные пульты для регулировки только громкости и яркости имелись в продаже, но популярность их была невелика; устройства выбора программ СВП-3 и СВП-4 допускали подключение однокнопочного проводного пульта для переключения каналов по кольцу. Первые инфракрасные пульты появились только в некоторых моделях семейства 3УСЦТ, запущенном в производство в 1985 году.
Встроенный декодер сигналов цветности советских цветных телевизоров работал только для приёма передач системы SECAM. Владельцам видеомагнитофонов и жителям приграничных территорий для просмотра иностранных видеозаписей систем PAL или NTSC требовалось устанавливать дополнительный декодер PAL к имеющемуся SECAM или же сразу двухстандартный декодер PAL/SECAM. Место для его установки не предусматривалось (кроме некоторых моделей последних годов выпуска), и потому такие блоки (зачастую самодельные) монтировали телемастера и «народные умельцы» (хотя и в некоторых телеателье была подобная услуга). С переходом в начале 1990-х на импортную элементную базу — многие модели уже изначально были многостандартными и по цвету, и по системе звука 6.5 и 5.5 мгц.
До середины 1990-х годов не производилось моделей с телетекстом. Отдельные декодеры на зарубежных микросхемах продавались на радиорынках, но для работы требовали системы дистанционного управления с шиной i2c, по которой осуществлялось управление телетекстом.
Слабым местом советских ламповых цветных телевизоров серии УЛПЦТИ была их высокая пожароопасность. Возгорания происходили в блоке разверток с выходным каскадом на мощной радиолампе 6П45С, которая при работе очень сильно нагревалась. Особенно подвержены возгораниям были телевизоры «Радуга-716/719». В середине 1980-х годов телевизоры в СССР являлись причиной 12 % пожаров, произошедших из-за электроустановок и радиоэлектронной аппаратуры.
При этом советские телевизоры всегда отличались высоким качеством отделки корпуса (в те годы его называли футляром) даже у недорогих моделей. Модели второго и третьего класса выполнялись в корпусе из фанеры (с 1980-х годов — уже из ДСП), облицованном шпоном ценных пород дерева и полированном. Модели первого и второго класса марок «Горизонт» и «Чайка» имели корпус целиком из строганной фанеры ценных пород дерева, отделанный по первому классу (ручная полировка). Для отделки самых массовых телевизоров «Рассвет-306» и «Рассвет-307» применялась оклейка корпуса бумагой с рисунком, имитирующим дерево. В 1981 году был выпущен телевизор «Витязь-733» с отделкой ПВХ-плёнкой, имитирующей шпон, а к концу 1980-х годов для удешевления производства и снижения трудоёмкости так отделывали уже практически все выпускавшиеся в СССР стационарные телевизоры.
Корпуса портативных телевизоров выполняли вначале из листового металла, например Электроника ВЛ-100, затем начали применять литьё из пластмасс на термопластавтоматах. Эти материалы также применяли для изготовления передних панелей, верхних и боковых решёток и задних стенок стационарных телевизоров. Из листового металла выполнен также корпус стационарного телевизора «Заря», что в сочетании с автотрансформаторным питанием делает его опасным. Поэтому в следующей модели «Заря-2», также в металлическом корпусе, применено трансформаторное питание.
Качественный деревянный корпус ламповых телевизоров в сочетании с двухполосной акустической системой на динамике 3ГД-38, имевшем крупный бумажный диффузор, и ВЧ-динамике 2ГД-36), и удачной схемотехникой выходного каскада УМЗЧ — обеспечивали очень высокое качество звука. Звук советских телевизоров второго класса был очень насыщенным, с глубокой проработкой обертонов, с большим запасом по динамике. Ряд телевизоров (например «Горизонт-206», «Изумруд-209», «Крым-218») имели боковые динамики больших размеров (до 8 дюймов), которые способствовали качественной проработке басового регистра. Выходная мощность телевизоров 4 класса — от 0,1 до 0,25 Вт, третьего — порядка 0,5 Вт, второго — от 1,5 до 2 Вт, первого, при применении внешней активной акустической системы — 6 Вт. Громкоговорители с довольно высоким КПД позволяли получать при таких небольших по современным меркам мощностях громкий звук, достаточный для озвучивания гостиной. Начиная со второго класса, в телевизорах применялась двухполосная акустика. У телевизора «Горизонт-104» была внешняя акустическая система с низкочастотным компрессионным динамиком 6ГД-6 и высокочастотным 3ГД-31 и фазоинвертором. В усилителе телевизора — двухтактный выходной каскад на лампах 6П14П мощностью 7 Вт.